# Echtheit
Die Echtheit ist der Grad der Übereinstimmung zwischen einer Tatsache und deren Darstellung. Die Darstellung ist umso echter, je genauer sie die Tatsache widerspiegelt. Bei Gegenständen bezeichnet die Echtheit die Übereinstimmung zwischen Original und Kopie. Daraus bestimmt sich auch der Nutzen als geschichtlicher oder rechtlicher Beweis. In der Philosophie entspricht diesem Konzept die Wahrheit.

## Echtheit in der Literatur
Echtheit in der Literatur (griech.: Authentie) bedeutet den echten Ursprung einer Schrift, d. h. die Eigenschaft, nach der eine Schrift von dem Verfasser, dessen Namen sie führt, oder, wenn sich der Verfasser nicht genannt, zu der Zeit, unter dem Volk, in der Sprache und unter den Umständen geschrieben ist, wie sie der Überlieferung nach geschrieben sein soll.
Entgegen steht das Untergeschobene, wenn eine Schrift zu irgendeinem Zweck erdichtet worden ist. Die Glaubwürdigkeit (Axiopistie) hängt zwar oft von der Echtheit ab, aber nicht immer, weil auch eine authentische Schrift die Wahrheit entstellen, anderseits eine unter falschem Namen herausgegebene die Wahrheit berichten kann. zur Feststellung der Echtheit kommen dabei Inhalt und Form der Schrift und äußere Kriterien (fremde Zeugnisse) in Betracht.

## Zertifizierte Echtheit
Die Echtheit einer Sache wird häufig von Gutachtern festgestellt und zertifiziert. Oft wird eine Urkunde mit Unterschrift oder durch Aufdrücken oder Anhängen eines Siegels beigefügt, in der die Echtheit bestätigt wird. Häufig geschieht dies auch unter Zuziehung angesehener, glaubwürdiger Personen (authenticae personae) als Zeugen.

## Recht und Geschichtswissenschaft
Im Recht und folglich in der Geschichtswissenschaft geht es unter anderem darum, ob eine Urkunde oder ein Aktenstück (oder allgemein eine Quelle) „echt“ ist. Echt bedeutet, dass der angegebene Aussteller auch der tatsächliche Aussteller ist. Beispielsweise ist eine Urkunde von Kaiser Barbarossa echt, wenn sie tatsächlich von Barbarossa zum angegebenen Zeitpunkt ausgestellt wurde. Falsch ist die Urkunde, wenn Barbarossa sie in Wirklichkeit früher oder später ausgestellt hat, oder wenn gar jemand anderes sie ausgestellt hat, etwa ein Fälscher Jahrhunderte später. Verfälscht nennt man die Urkunde, wenn nachträglich Änderungen am Text vorgenommen wurden.
Eine echte Quelle kann allerdings inhaltlich falsch sein, wenn der in der Quelle beschriebene Sachverhalt nicht mit der Wirklichkeit übereinstimmt. Dann ist die Quelle „falsch“ als Gegenteil von „wahr“, nicht als Gegenteil von „echt“.

## Weitere Bedeutungen
- Mit der Echtheit eines Gefühls meint man ein wahres, aufrichtiges, wirkliches Empfinden.
- In der Mathematik meint man mit der Echtheit eines Bruchs, dass dessen Zähler kleiner als der Nenner ist (echter Bruch).
- Mit der Echtheit bei Textilien und deren Farben meint man die Beständigkeit, unter anderem die Lichtechtheit. Man spricht in diesem Zusammenhang auch von echten Färbungen.